# Województwo bydgoskie (1950–1975)
Województwo bydgoskie – jedno z województw istniejących w Polsce w latach 1950–1975.
Województwo bydgoskie powstałe po reformie administracyjnej z 1950 r. obejmowało w całości region etnograficzny Kujaw, Ziemię Chełmińską i Dobrzyńską oraz fragmenty Pomorza i Wielkopolski (Krajny, Pałuk). Było jednym z 17 województw w kraju.

## Historia
Na mocy ustawy z 28 czerwca 1950 r. dotychczasowe województwo pomorskie zostało przemianowane na bydgoskie, zgodnie z przyjętą zasadą nadawania nazw województwom od nazw miast, w których znajdowały się siedziby władz wojewódzkich. 
Korekta terytorialna z lipca 1950 uwzględniała niektóre postulaty zgłaszane w latach poprzednich. Powiat nowomiejski trafił do regionu olsztyńskiego, a powiaty: żniński i mogileński z regionu poznańskiego do bydgoskiego. W wyniku tych zmian województwo zwiększyło swój obszar o ok. 920 km², a zaludnienie o ok. 50 tys. osób.
Województwo liczyło początkowo 24 powiaty, a od 1955 r. 26 powiatów, gdyż utworzono wówczas powiat radziejowski z części dotychczasowego powiatu aleksandrowskiego i powiat golubsko-dobrzyński z części powiatów: rypińskiego, lipnowskiego, wąbrzeskiego oraz brodnickiego. Geometrycznym środkiem województwa była miejscowość Przyłubie, leżąca w połowie drogi między Bydgoszczą a Toruniem.

## Ludność
| Rok                          | Liczba mieszkańców | Liczba mieszkańców  | Liczba mieszkańców |
| Rok                          | ogółem             | miejska (%)         | wiejska (%)        |
| ---------------------------- | ------------------ | ------------------- | ------------------ |
| 3 XII 1950 (spis powszechny) | 1 451 050          | 616 293 (42,47%)    | 834 757 (57,53%)   |
| 31 XII 1956                  | 1611 tys.          | 749 tys. (46,5%)    | 862 tys. (53,5%)   |
| 1959                         | 1704,4 tys.        | b.d. (47%)          | b.d. (53%)         |
| 6 XII 1960 (spis powszechny) | 1 708 298          | 820 793 (48,05%)    | 887 505 (51,95%)   |
| 1962                         | 1775,6 tys.        | b.d. (48,4%)        | b.d. (51,6%)       |
| 31 XII 1963                  | 1804 tys.          | 876 tys. (48,6%)    | 928 tys. (51,4%)   |
| 31 XII 1965                  | 1837,1 tys.        | b.d.                | b.d.               |
| 1967                         | 1871 tys.          | b.d.                | b.d.               |
| 31 XII 1968                  | 1898 tys.          | 958 tys. (50,5%)    | 940 tys. (49,5%)   |
| 8 XII 1970 (spis powszechny) | 1 913 184          | 969 281 (50,66%)    | 943 903 (49,34%)   |
| 31 XII 1971                  | 1930 tys.          | 985 tys. (51%)      | 945 tys. (49%)     |
| 31 XII 1972                  | 1949,1 tys.        | 1004,2 tys. (51,5%) | 944,9 tys. (48,5%) |
| 31 XII 1973                  | 1964 tys.          | 1027 tys. (52,3%)   | 937 tys. (47,7%)   |
| 31 XII 1974                  | 1984 tys.          | 1046 tys. (52,7%)   | 938 tys. (47,3%)   |

## Podział administracyjny (1973)
Województwo posiadało 26 powiatów, wśród nich 5 miast wydzielonych, 51 nie wydzielonych i 145 gmin wiejskich. W grudniu 1973 zmieniono nazwę gminy Dobrzejewice na Obrowo.
| Powiat               | Powierzchnia [km²] | Liczba ludności 31 XII 1972 | Liczba ludności 31 XII 1972 | Miasta | Miasta                                            | Gminy | Siedziba             |
| Powiat               | Powierzchnia [km²] | ogółem (tys.)               | na km²                      | ogółem | w tym posiadające wspólną radę narodową z gminami | Gminy | Siedziba             |
| -------------------- | ------------------ | --------------------------- | --------------------------- | ------ | ------------------------------------------------- | ----- | -------------------- |
| aleksandrowski       | 545                | 58                          | 106                         | 3      | 1                                                 | 7     | Aleksandrów Kujawski |
| brodnicki            | 860                | 59,8                        | 70                          | 3      | 2                                                 | 7     | Brodnica             |
| bydgoski             | 1450               | 84,2                        | 58                          | 2      | 1                                                 | 9     | Bydgoszcz            |
| Bydgoszcz (miejski)  | 119                | 291,2                       | 2448                        | 1      | nd.                                               | nd.   | Bydgoszcz            |
| chełmiński           | 651                | 57,1                        | 88                          | 1      | 0                                                 | 7     | Chełmno              |
| chojnicki            | 1917               | 82,9                        | 43                          | 2      | 0                                                 | 8     | Chojnice             |
| golubsko-dobrzyński  | 610                | 43,5                        | 71                          | 2      | 1                                                 | 5     | Golub-Dobrzyń        |
| Grudziądz (miejski)  | 41                 | 77,7                        | 1909                        | 1      | nd.                                               | nd.   | Grudziądz            |
| grudziądzki          | 655                | 37,9                        | 58                          | 1      | 1                                                 | 5     | Grudziądz            |
| Inowrocław (miejski) | 31                 | 56,4                        | 1838                        | 1      | nd.                                               | nd.   | Inowrocław           |
| inowrocławski        | 1125               | 84,3                        | 75                          | 4      | 1                                                 | 8     | Inowrocław           |
| lipnowski            | 1169               | 74,9                        | 64                          | 2      | 1                                                 | 9     | Lipno                |
| mogileński           | 1018               | 67,2                        | 66                          | 3      | 2                                                 | 7     | Mogilno              |
| radziejowski         | 800                | 57,5                        | 72                          | 1      | 1                                                 | 7     | Radziejów            |
| rypiński             | 767                | 54,7                        | 71                          | 1      | 0                                                 | 7     | Rypin                |
| sępoleński           | 722                | 36,3                        | 50                          | 3      | 1                                                 | 4     | Sępólno Krajeńskie   |
| szubiński            | 869                | 53                          | 61                          | 4      | 3                                                 | 4     | Szubin               |
| świecki              | 1466               | 91,2                        | 62                          | 2      | 1                                                 | 10    | Świecie              |
| Toruń (miejski)      | 94                 | 134,6                       | 1434                        | 1      | nd.                                               | nd.   | Toruń                |
| toruński             | 1081               | 69,5                        | 64                          | 1      | 0                                                 | 7     | Toruń                |
| tucholski            | 1064               | 43,1                        | 40                          | 1      | 0                                                 | 6     | Tuchola              |
| wąbrzeski            | 593                | 42,3                        | 71                          | 2      | 1                                                 | 5     | Wąbrzeźno            |
| Włocławek (miejski)  | 42                 | 82,8                        | 1966                        | 1      | nd.                                               | nd.   | Włocławek            |
| włocławski           | 1406               | 90,9                        | 65                          | 6      | 6                                                 | 11    | Włocławek            |
| wyrzyski             | 1041               | 74,2                        | 71                          | 5      | 4                                                 | 7     | Wyrzysk              |
| żniński              | 744                | 43,9                        | 59                          | 2      | 1                                                 | 5     | Żnin                 |